# 獅子座69
獅子座69，又名BD+00 2761，HD 97585、SAO 118731、HR 4356，是獅子座的一颗恒星，视星等为5.42，位于銀經258.13，銀緯54.08，其B1900.0坐标为赤經11h 8m 38.4s，赤緯+0° 54.08′ 29″。